# リエヴァン
リエヴァン （Liévin）は、フランス、オー＝ド＝フランス地域圏、パ＝ド＝カレー県のコミューン。

## 歴史
コミューンの標高最高地点であるリョーモン山で、新石器時代とガロ＝ローマ時代の遺跡が発見された。リエヴァンにはメロヴィング朝期のネクロポリスがあったことを示す752の墓が見つかっている。
中世のリエヴァンは小さな農村であった。1414年に人口はやっと150人であった。1857年に発見された石炭の鉱脈は地域経済を沸騰させ、リエヴァンを鉱山の町に変えた。人口は急増し、1914年に25698人に達した。
第一次世界大戦はこの成長を急に断ち切った。町は廃墟となり、教会や城は破壊された。リエヴァンにいた400人の民間人と600人の兵士が死に、1920年にコミューンとしてクロワ・ド・ゲール勲章が授けられた。戦後、町の復興がなされ鉱山が再開された。
第二次世界大戦の勃発は再び町の成長を止めた。1940年、リエヴァンにドイツ人たちが移り住んできた。この時代、220人の民間人と225人の軍人が殺害されている。1944年9月2日、リエヴァンを解放したのはイギリス陸軍第8師団であった。
再び、復興とともに鉱業が盛んになった。珪肺に鉱山労働者たちが侵されたのはその結果である。
1960年代以降、鉱業は不況を迎え、1980年までに60から67の鉱山が閉鎖された。鉱業の終焉は都市の第一の経済活動を奪った。2008年、失業率がフランス国内平均12.9%であるところ、リエヴァンは9.16%と影響を受けている。

## 交通
- 道路 - オートルートA21、A211、A26
- 鉄道 - TERノール＝パ・ド・カレー、リエヴァン駅

## 姉妹都市
- ホーエンリンブルク、ドイツ
- ブルック・アン・デア・ミュア、オーストリア
- パスヴァリス、リトアニア
- リブニク、ポーランド
- ラ・ヴァレット＝デュ＝ヴァール、フランス
- ムスクロン、ベルギー